# Yendri
Yendri ist das Solo-Projekt der Hamburgerin Nina Cording (* im November 1977 in Hildesheim). Ihre Wurzeln liegen im Techno-/House-Bereich und der elektronischen Popmusik der 1980er Jahre. Die Bandbreite der Musik von Yendri umspannt einen Bogen von ruhigem Electropop bis zu tanzbarem Elektro mit Techno-, Electrofunk-, House- und Electronica-Anleihen.

## Geschichte
Bekannt wurde das Projekt, neben der eigenen Musik und den daraus entstandenen Clubhits, auch durch viele Remixe von Liedern anderer Gruppen, wie L’Âme Immortelle, Perfidious Words, :wumpscut: (Rudy Ratzinger zählt Yendri zudem zu seinen musikalischen Favoriten), Goteki, Aiboforcen oder Cesium137.
Zwar kreiert Yendri in erster Linie Musik, zusätzlich erschafft sie unter diesem Namen auch Gemälde und Fotografie.

## Diskographie
- 1999: Inhaliere meine Seele und Stirb
- 2000: Breakdown of Reality
- 2002: Dangerous Thought
- 2002: Survive the Cold Eternity (als Lillith)
- 2003: Fluch und Segen
- 2006: Playdoll
- 2007: Malfunction
- 2008: Dreams of an Undead Girl
- 2009: Broken World
- 2010: Destination Oblivion
- 2011: Bitter